# جريج سيرانو
جريج سيرانو (بالإنجليزية: Greg Serano)‏ هو ممثل أمريكي، ولد في 7 أغسطس 1972 ببروكلين في الولايات المتحدة.

## أعمال

### أفلام
- (1997) ساعي البريد[2][3]
- (2001) شقراء قانونيا[4]
- (2009)  الخلاص[5][6][7]

### مسلسلات
- إن سي آي إس
- باور
- جوال تكساس ووكر
- موردر
- كاسل

## وصلات خارجية
- جريج سيرانو على موقع IMDb (الإنجليزية)
- جريج سيرانو على موقع ألو سيني (الفرنسية)
- جريج سيرانو على موقع قاعدة بيانات الأفلام السويدية (السويدية)
- جريج سيرانو على موقع قاعدة بيانات الفيلم (الإنجليزية)
- جريج سيرانو على موقع كينوبويسك (الروسية)